# Dramma della Gelosia
Dramma della gelosia (tutti i particolari in cronaca) es una película italiana de drama de 1970 dirigida por Ettore Scola, con guion del propio Scola y el famoso dúo Age & Scarpelli.
Contó con la actuación principal de Marcello Mastroianni, Monica Vitti, Giancarlo Giannini . Fue coproducida con España, y los actores españoles Manuel Zarzo y Juan Diego están doblados al italiano.

## Reparto
- Marcello Mastroianni – Oreste Nardi
- Monica Vitti – Adelaide Ciafrocchi
- Giancarlo Giannini – Nello Serafini
- Manuel Zarzo – Ughetto
- Marisa Merlini – Silvana Ciafrocchi
- Hércules Cortés[2] – Ambleto Di Meo
- Fernando Sánchez Polack – Jefe de distrito Partido Comunista
- Juan Diego – Hijo de Antonia
- Josefina Serratosa – Antonia

## Premios
Marcello Mastroianni ganó el premio al Mejor Actor en el Festival de Cine de Cannes de 1970.

## Localizaciones de rodaje
La película se rodó en Roma pero al ser una coproducción italo-española, una pequeña parte se filmó en Madrid, en la actual avenida de Andalucía.